# Notaspidium lineatum
Notaspidium lineatum är en stekelart som beskrevs av Halstead 1991. Notaspidium lineatum ingår i släktet Notaspidium och familjen bredlårsteklar.
Artens utbredningsområde är Costa Rica. Inga underarter finns listade i Catalogue of Life.